# Herb Miłosławia
Herb Miłosławia – jeden z symboli miasta Miłosław i gminy Miłosław w postaci herbu.

## Wygląd i symbolika
Herb przedstawia na czerwonej tarczy białą basztę obroną, przed basztą łódź złota. Nad tarczą herbową umieszczony jest czarny napis „MIŁOSŁAW” na białej wstędze.
Łódź nawiązuje do herbu Łodzia, którym pieczętowała się rodzina Górków, którzy w 1539 lokowali ponownie miasto na prawie magdeburskim. Brama miejska symbolizuje nadanie praw miejskich. 

## Historia
Wizerunek herbowy widnieje na pieczęci miejskiej z XVII wieku.